# Chiesa di Sant'Adalberto (Cracovia)
La chiesa di Sant'Adalberto (in polacco Kościół św. Wojciecha), si trova all'incrocio tra il Rynek Główny e la via Grodzka nel centro storico di Cracovia ed è una delle più antiche chiese di pietra della Polonia.
La sua storia di quasi 1000 anni risale all'inizio dell'architettura romanica polacca del primo Medioevo e nella storia di Cracovia la chiesa di San Adalberto era un luogo di culto visitato dai mercanti provenienti da tutta Europa.
La chiesa fu costruita nell'XI secolo e intitolata al martire missionario sant'Adalberto (in polacco Wojciech) il cui corpo fu riacquistato per il suo peso in oro dalla pagana Prussia e collocato nella cattedrale di Gniezno da Boleslao I di Polonia. La chiesa di Sant'Adalberto si trova nell'angolo sud-orientale della più grande piazza-mercato medievale d'Europa.
L'interno della chiesa è angusto, rispetto alla parte esterna più grande e il livello del pavimento si trova al di sotto del livello attuale della piazza. La chiesa fu parzialmente ricostruita in stile barocco tra il 1611 e il 1818.
La leggenda millenaria racconta che San Adalberto consacrò la chiesa nel 997 e vi predicò prima di andare in missione per portare il cristianesimo in Prussia, dove fu martirizzato.